# Amoni alum
Amoni nhôm sulfat, còn được gọi là amoni alum, phèn amoni hoặc chỉ là phèn chua (mặc dù có nhiều hợp chất khác nhau cũng được gọi là phèn), là một loại hợp chất sulfat kép kết tinh màu trắng thường ở dạng dodecahydrat, có công thức hóa học là (NH4)Al(SO4)2·12H2O. Nó được sử dụng với lượng nhỏ trong nhiều ứng dụng. Dạng dodecahydrat xuất hiện tự nhiên dưới dạng khoáng vật hiếm tschermigit.

## Sản xuất và các tính chất cơ bản
Phèn amoni được điều chế từ nhôm hydroxide, acid sulfuric và amoni sulfat. Nó tạo thành một dung dịch rắn với phèn kali. Nhiệt phân sẽ tạo ra nhôm oxide. Nhôm oxide được sử dụng trong sản xuất bột mài và là tiền chất của đá quý tổng hợp.

## Sử dụng
Phèn amoni không phải là một hóa chất hay được dùng trong công nghiệp hay một chất hữu ích trong phòng thí nghiệm, nhưng nó rẻ và hiệu quả, và có nhiều ứng dụng thích hợp. Nó được sử dụng để lọc nước, trong keo dán thực vật, xi măng sứ, chất khử mùi và da thuộc, nhuộm và trong vải chống cháy. Độ pH của dung dịch phèn amoni và mồ hôi thường nằm trong khoảng acid nhẹ, từ 3 đến 5.
Phèn amoni là một thành phần phổ biến trong các loại thuốc xịt xua đuổi động vật.